# Médersa de Gazi Husrev-bey
La médersa de Gazi Husrev-bey est située en Bosnie-Herzégovine, sur le territoire de la Ville de Sarajevo. Construite en 1537 et 1538, elle est inscrite sur la liste des monuments nationaux de Bosnie-Herzégovine.
Une médersa est un établissement d'enseignement.

## Localisation

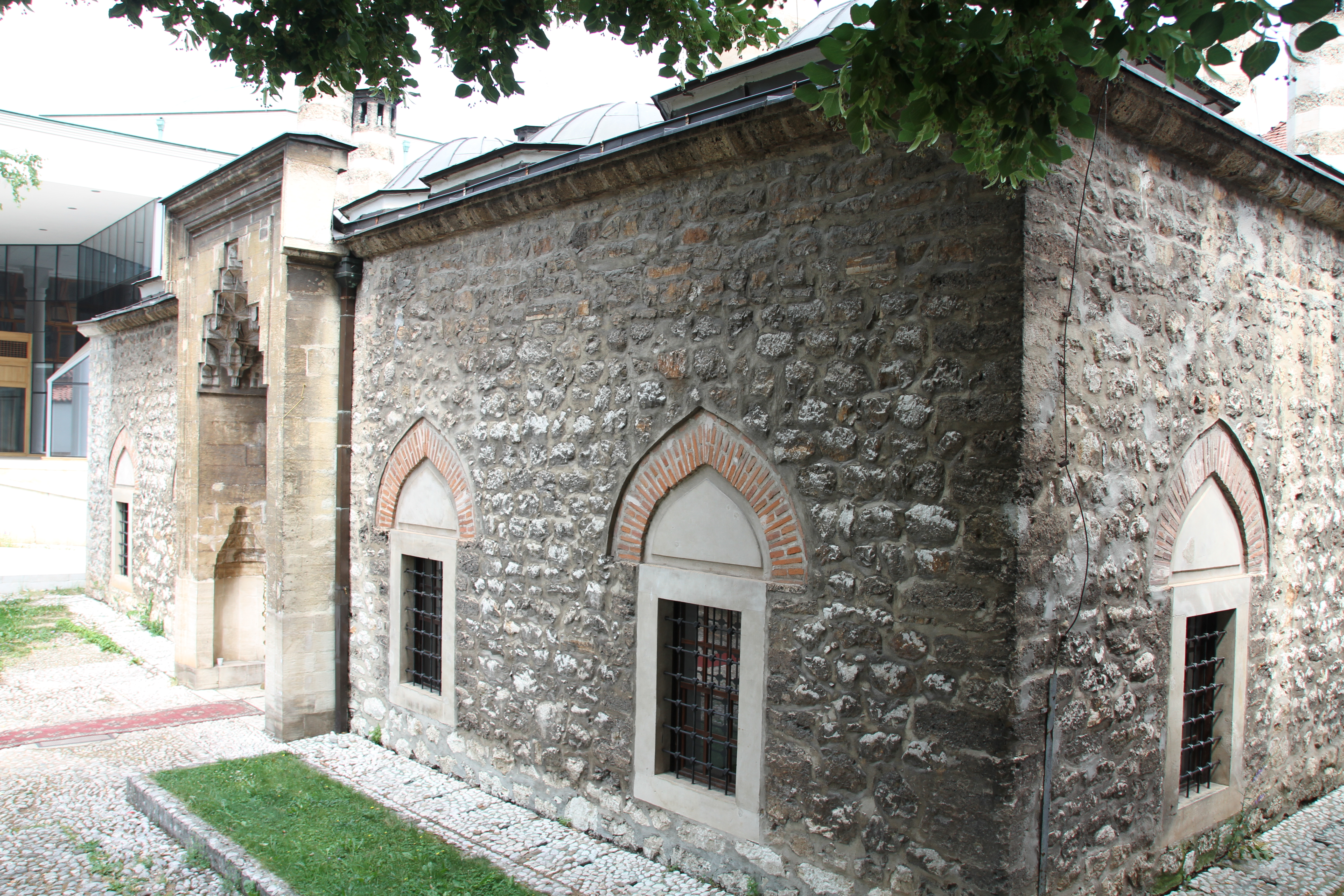
Autre vue de la médersa

L'ensemble des installations du Bey Gazi Husrev (1480-1541) est situé dans le quartier de Baščaršija, dans le Vieux Sarajévo.

## Architecture

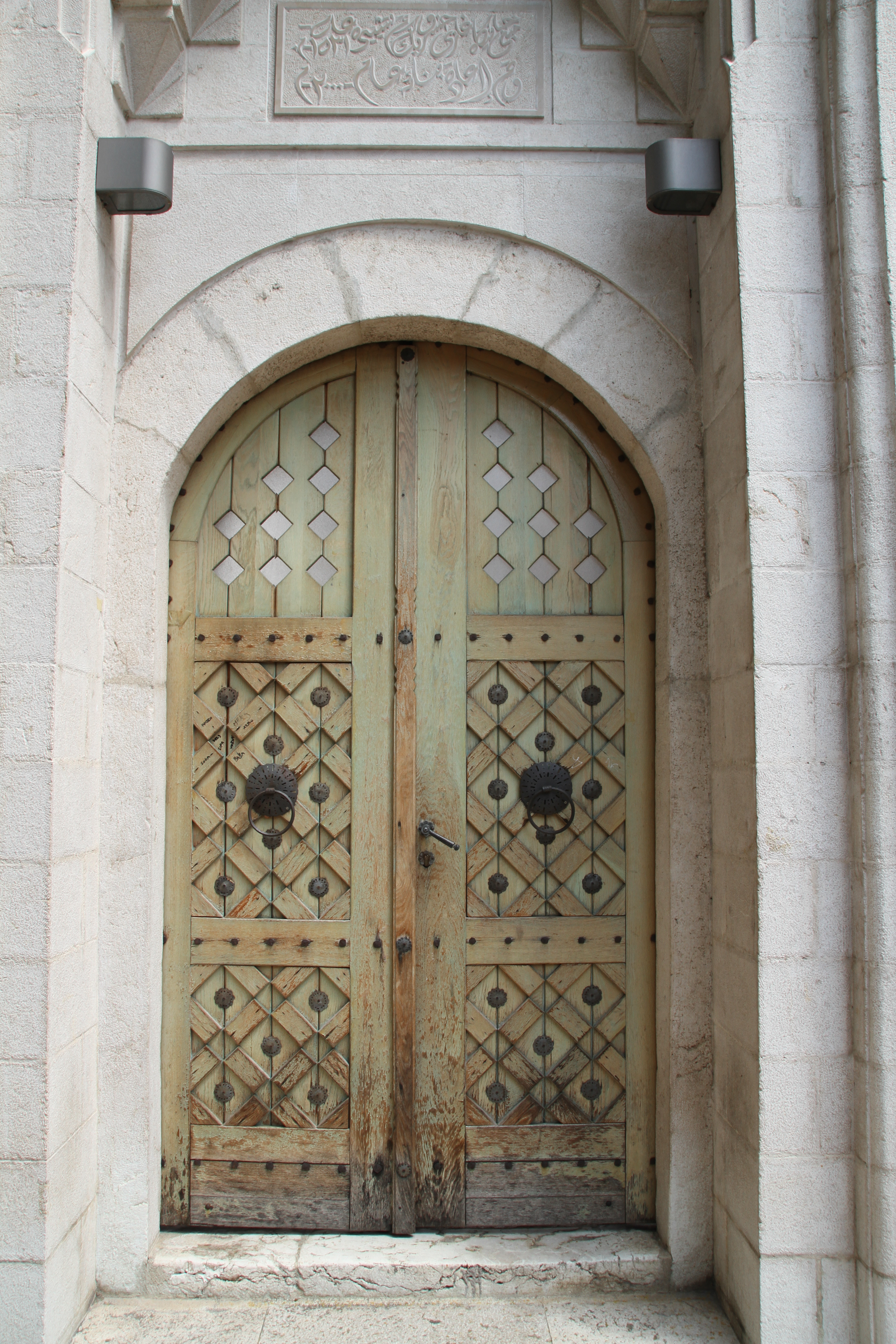
Une porte de la médersa